# Водни козли
Водните козли (Reduncinae) или редункови са подсемейство Кухороги бозайници, по-близки до антилопите, отколкото до козите. Представени са от 2 рода с 8 вида, като сърнените антилопи (Pelea) вече се отделят в самостоятелно подсемейство Peleinae, а настоящият род Kobus включва и предишните Adenota, Onotragus и Hydrotragus. Срещат се в Африка.

## Класификация
- семейство Bovidae -- Кухороги
  - подсемейство Reduncinae -- Водни козли
    - род Redunca -- редунки
      - Redunca fulvorufula -- Планинска редунка
      - Redunca arundinum -- Голяма редунка
      - Redunca redunca -- Обикновена редунка

    - род Kobus -- водни козли
      - Kobus anselli
      - Kobus kob (Adenota) -- Коб, блатен козел
      - Kobus vardonii -- Пуку
      - Kobus ellipsiprymnus -- Воден козел
      - Kobus leche (Onotragus, Hydrotragus) -- Личи
      - Kobus megaceros -- Судански воден козел, нилски личи